# Hoikkajärvi (sjö i Hyrynsalmi, Kajanaland, Finland)
Hoikkajärvi eller Hoikanjärvi är en sjö i Finland. Den ligger i kommunen Hyrynsalmi i landskapet Kajanaland, i den centrala delen av landet, 500 km norr om huvudstaden Helsingfors. Hoikkajärvi ligger 156,6 meter över havet. I omgivningarna runt Hoikkajärvi växer i huvudsak barrskog. Den är 18,5 meter djup. Arean är 53,5 hektar och strandlinjen är 4,82 kilometer lång. Sjön  ingår i Uleälvens huvudavrinningsområde. 